# Гренадеры (деревня)
Гренадëры — деревня в Макушинском районе Курганской области. Входит в состав Сетовнинского сельсовета.

## История
До 1917 года в составе Макушинской волости Курганского уезда Тобольской губернии. По данным на 1926 год состояла из 98 хозяйств. В административном отношении являлась центром Гренадëрского сельсовета Макушинского района Курганского округа Уральской области.

## Население
| 1989 | 2002 | 2010 |
| ---- | ---- | ---- |
| 226  | ↘193 | ↘116 |

По данным переписи 1926 года в деревне проживало 534 человека (242 мужчины и 292 женщины), в том числе: русские составляли 95 % населения, украинцы — 5 %.